# V Festival Internacional de la Canción de Viña del Mar
El V Festival Internacional de la Canción de Viña del Mar, o simplemente Festival de Viña del Mar 1964, se realizó del 14 al 23 de febrero de 1964, a cargo del alcalde Gustavo Lorca (en su último año al cargo del municipio) que inaugura el certamen de 1964; durante 10 jornadas en el anfiteatro de la Quinta Vergara, en Viña del Mar, Chile. Fue animado por Ricardo García, Alfonso Pérez, Carlos de la Sotta y Heraldo García.
Por segundo año consecutivo la Radio Minería transmitió el certamen a nivel nacional, de Arica a Punta Arenas se pudo oír el evento en vivo y en directo desde esta radioemisora; no hubo transmisión televisiva como en la versión pasada, se mantendría así hasta el Festival de Viña 1969, cuando la Pontificia Universidad Católica de Chile Televisión compra los derechos para transmitir la final de ambas competencias de ese año.

## Remodelamiento
En esta versión se caracterizó por su remoledado escenario para recinto al aire libre, reinaugurado por el entonces alcalde Gustavo Lorca el 13 de febrero de 1964 con la característica "Concha acústica", diseñado por el arquitecto Hernando López que ayudaba a proyectar el sonido desde el escenario al público como a proteger a los artistas de las frías noches viñamarinas, transformándose en un ícono del festival que se mantendría durante las próximas tres décadas; el costo del remodelamiento fue de CLP $250.000.000 (doscientos cincuenta millones de pesos) de la época, con nuevos escenarios, camarines, espejos de agua, y graderías para 6.000 espectadores. Todo este proyecto fue gestado por el alcalde de la época Gustavo Lorca y Carlos Ansaldo, creador del magno evento de Viña del Mar.
Pues el público se sentaba en sillas de madera sobre el suelo de tierra del recinto y en los cerros colindantes al recinto de la Quinta Vergara, y sobre la copa de los árboles cercanos, otorgando un aire provinciano al certamen.

## Artistas invitados
- Carlos Helo (humor)
- Dúo Karmarú
- Lorenzo Valderrama
- Los Blue Splendor
- Los Cantores de Rucamanqui
- Maggie
- Manolo González (humor)
- Nahuel

## Relevancia histórica
- Fue la primera vez que fue coanimado por Heraldo García.[2]
- Ochocientas canciones fueron preseleccionadas para esta edición.
- Nuevamente la orquesta estuvo dirigida por Izidor Handler.
- Se hicieron dos funciones diarias, a las 18:30 y 21:45 horas, ambas funciones se llenaba de público, siendo de este evento todo un éxito.
- Los espectadores pudieron votar por el mejor intérprete, en los talones de las entradas.
- El domingo 23 de febrero, día de la clausura, a las 19:00 hrs. no había ya ningún asiento disponible para la función de ese día.
- Esta fue la última versión en donde los ganadores de la competencia folclórica recibieron la Lira de Oro, ésta sería remplazada por el Arpa de Oro en la siguiente edición.
- Los Huasos Quincheros ganan durante la segunda vez consecutiva en la competencia folclórica, la canción con la que ganaron durante la versión pasada fue «Álamo huacho».[3]

## Competencias
Internacional
- 1.er lugar:  Chile, «Está demás», de Ricardo Jara, interpretado por Ginette Acevedo.
- Mejor intérprete: Ginette Acevedo ( Chile).

Folclórica
- 1.er lugar: «¡Qué bonita va!» de Francisco Flores del Campo, interpretada por Los Huasos Quincheros.
- Mejor intérprete: Los Huasos Quincheros.

Notas
- Los ganadores de cada categoría recibieron el premio de CLP $1 000 000 de la época.
- Los mejores intérpretes de cada categoría recibieron CLP $500 000 de premio y su incorporación por algunos días al show del casino municipal.